# Каталани, Альфредо
Альфре́до Катала́ни (итал. Alfredo Catalani; 19 июня 1854, Лукка — 7 августа 1893, Милан) — итальянский композитор.

## Биография
Каталани происходил из музыкальной семьи, первые уроки музыки получил от отца-органиста, затем учился в Музыкальном институте Лукки у Фортунато Маджи. Окончив его в 1872 году, уехал в Париж, где совершенствовался в консерватории по классам Антуана Мармонтеля (фортепиано) и Франсуа Базена (композиция). Через год Каталани возвращается в Италию и завершает образование в Миланской консерватории у Антонио Бадзини (композиция) и Карло Андреоли (фортепиано). Дипломной работой композитора в 1875 году становится одноактная опера «Серп» (La falce) на либретто Арриго Бойто. В этот период Каталани сближается с деятелями творческого объединения Scapigliatura, проникнувшись их идеями «нового искусства драмы и оперы». Он знакомится с творчеством Рихарда Вагнера, и под его влиянием формирует собственный стиль в противоположность зарождавшемуся в то время в итальянской опере течению веризма.
В 1876 году музыкальный издатель Джованнина Лукка заказывает Каталани крупное драматическое сочинение, и композитор начинает работу над оперой «Эльда», в основу либретто которой была положена легенда о Лорелее. Произведение было окончено в 1877 году, но поставлено лишь спустя три года в Турине при поддержке дирижёра Карло Педротти и критика Джузеппе Депаниса.
Следующей оперой Каталани стала «Деяниче», но она была весьма прохладно принята публикой при первой постановке в театре Ла Скала в 1883 году, и по совету Бойто композитор написал крупное оркестровое сочинение — симфоническую поэму «Геро и Леандр». Четвёртая опера Каталани, «Эдмея», также имела лишь небольшой успех, однако одним из первых её представлений руководил молодой Артуро Тосканини, сделавший в дальнейшем очень много для популяризации музыки композитора.
Поскольку гонорары за постановки опер были небольшими, Каталани вынужден был искать дополнительные источники для существования, и в 1886 году получил место профессора класса композиции в Миланской консерватории, освободившееся после смерти Амилькаре Понкьелли. В 1890 году в Турине была осуществлена постановка значительно переработанной версии «Эльды» (теперь под названием «Лорелея»), и её успех вдохновил Каталани на создание ещё одной оперы — «Валли», ставшей его наиболее известной работой. Издатель Рикорди, которому композитор предложил напечатать партитуру, согласился выплатить гонорар за неё по частям, а полностью отдать сумму лишь после шестидесятого представления. Несмотря на то, что на премьере в Ла Скала опера имела успех, последующие её постановки были очень редкими, так как театры отдавали предпочтение более популярным работам. Здоровье Каталани, и без того слабое (композитор с юности страдал туберкулёзом), было подорвано падением интереса к его сочинениям: конкурс на написание оперы по случаю 400-летия открытия Колумбом Америки в 1892 году выиграл Альберто Франкетти, кроме того, большую популярность начали набирать произведения Джакомо Пуччини. После очередного обострения болезни Каталани умер, не дожив до сорока лет.

## Основные сочинения
Оперы
- «Серп» (1875)
- «Эльда» (1877, поставлена 1880)
- «Деяниче» (1883)
- «Эдмея» (1886)
- «Валли» (1892)

Оркестровые сочинения
- Симфония (1872)
- «Утро», симфония (1874)
- «Ночь», симфония (1874)
- Скерцо (1878)
- «Геро и Леандр», симфоническая поэма (1884)

Камерные сочинения
- Струнный квартет a-moll (1873)
- Андалузская серенада для скрипки и фортепиано (1887)
- Характерный танец для скрипки и фортепиано (1887)

Фортепиано
- Соната (1874)
- Ноктюрн (1879)
- Скерцо-тарантелла (1879)
- Десять пьес (1888) и др.

Вокальные сочинения
- Песни для голоса и фортепиано
- Песни для голоса и оркестра
- Месса